# Nassarius fissilabris
Nassarius fissilabrus là một loài ốc biển, là động vật thân mềm chân bụng sống ở biển thuộc họ Nassariidae.
This species is also written as Nassarius fissilabris (Adams, A., 1852)

## Miêu tả
Kích thước vỏ ốc khoảng 10 mm và 20 mm

## Phân bố
Loài này phân bố ở Biển Đỏ và dọc theo Oman.